# Отношения Мавритании и САДР
Западносахарско-мавританские отношения — двусторонние дипломатические отношения между Сахарской Арабской Демократической Республикой (САДР) и Мавританией, которые были установлены в 1984 году. Протяжённость государственной границы между странами составляет 1564 км.

## История
В 1970-х годах Испания вывела войска из Испанской Сахары, а за этим последовала атака войск Марокко и Мавритании на эту территорию, что привело к разделу и аннексии территории бывшей Испанской Сахары в 1976 году. Это положило начало 8-ми летнему периоду конфликта в Западной Сахаре, а также к борьбе с повстанцами Полисарио в САДР, а затем и к военным и политическим неудачам для Мавритании. После участия в аннексии части территории Западной Сахары, бывший союзник Мавритании Алжир разорвал отношения с правительством Моктара ульда Дадды в знак поддержки САДР.
С 1976 по 1979 годы повстанцы Полисарио усилили атаки на Мавританию, что привело к боям в районе Фдерика и Нуакшота. Вследствие экономических и политических издержек боевых действий, военное руководство Мавритании попытались вывести страну из войны, но повстанцы Полисарио продолжали атаки и пересекали территорию этой страны для проникновения в Западную Сахару. С декабря 1977 года по июль 1978 года Францией была осуществлена операция «Ламантин», с целью поддержать дружественный режим Мавритании в борьбе против повстанцев Полисарио. В 1984 году президент Мавритании Мохаммед Хуна ульд Хейдалла осуществил дипломатическое признание САДР, что в конечном итоге привело к падению его правительства. Президент Мавритании Маауйя Тайя поддерживал связи с САДР, но не сильно углублял их опасаясь своих более сильных соседей.
В середине 1980-х годов Нуакшот стал проводить политику строгого нейтралитета в споре о принадлежности Западной Сахары, улучшать отношения с Марокко и Алжиром и искать гарантии поддержки со стороны Франции в случае серьёзного ухудшения отношений с северными соседями Мавритании. Дипломатический усилия Тайя дали смешанные результаты: Мавритания хоть и решила оставаться нейтральной в конфликте в Западной Сахаре, но столкнулась с фактами незаконного проникновения на территорию страны военнослужащими других стран. Когда марокканцы продвинулись на юг Западной Сахары вместе с высокоэффективной сетью песчаных стен (бермы) на расстоянии нескольких километров от мавританской границы, вооружённые силы Мавритании пришлось противостоять либо хорошо оснащенной марокканской армии, либо повстанцам Полисарио, которые атаковали бермы с территории Мавритании.
17 ноября 2017 года президент Мавритании Мохаммед Ульд Абдель Азиз принял в своей резиденции представителя Полисарио Мустафу аль-Сайеда. В 2017 году в Мавритании проживало 26 001 беженцев из Западной Сахары.